# Pedro Cordier
Pedro Cordier (Salvador, 7 de dezembro de 1971) é um Psicoterapeuta, Escritor, Palestrante e Trainer Corporativo brasileiro. Atualmente é Sócio e Diretor de Comunicação da IKIGAI Brasil. Em 2018, tornou-se um Oficial Speaker do TEDx, com o Talk O Poder da Escutatória. Foi premiado internacionalmente com o case Tweetdoor pela INMA em 2012 e eleito, em 2010 e 2011, o melhor profissional de Comunicação no Twitter em votação promovida pelo site Midiatismo. Desde 2012, figura entre os 100 Top Marketing Professors on Twitter pela Social Media Marketing Magazine. Pedro foi CEO e fundador da StartUp Equilibra Digital Solutions, onde atuou até 2019, atendendo clientes como Aratu Online, Timbalada, SETUR - Secretaria de Turismo do Estado da Bahia, Petrobrás, LG, Skol, Festival de Verão, Costa Andrade, iBahia. Em 24 de setembro de 2014 fez a palestra de abertura do evento internacional de James C. Hunter (autor do best-seller O Monge e o Executivo) em Salvador. Em 09 de junho de 2018 ministrou a palestra "FLOW: O Poder da Presença", no evento internacional Prospera Experience, em Salvador, ao lado de Geraldo Rufino. Professor de Pós Graduação com a disciplina "Criatividade e Conectividade" em diversas faculdades, Cordier ministra também cursos e palestras abordando diversos temas da área de desenvolvimento humano, como: Criatividade, Liderança, Escutatória, MetaComunicação, Psicologia Positiva, FLOW, entre outros. Desde 2013 fez diversas formações em Coaching ( The Inner Game com Tim Gallwey, IKIGAI com Eduardo Almeida, Executive Coaching com Michael Hall ) e Terapias ( ThetaHealing com Manu Lins, Constelações Familiares com Simone Bernardino, Auto Hipnose com Miguel Cocco ). É criador do "Workshop de Escutatória" (que culminou com o convite para palestrar no TEDx) e criador do conceito e da metodologia Metainteligência Emocional. Desde 2019, é sócio da IKIGAI Brasil, organização focada no desenvolvimento humano.

## Projetos
- 2019: Criação do Método REC (Reeducação Emocional Comportamental) - Juntamente com Eduardo Almeida e Viviane Quênia, criou a Metodologia de desenvolvimento humano, orientada a liberar potencial e reduzir interferências, gerando relacionamentos e carreiras com sentido, propósito e alta performance.
- 2017: Aplicativo Diário de Bordo - Utilizando a Tecnologia Positiva (uso da tecnologia para o desenvolvimento humano), o Diário de Bordo é uma ferramenta que ajuda as pessoas em três aspectos: Autofeedback, Ressignificação e Planejamento.
- 2016: Aplicativo VivaVoz - O APP surgiu para dar VOZ às mulheres, vítimas de violência, que têm dificuldade em relatar seus casos.
- 2016: Aplicativo para a banda Timbalada'
- 2015: Aplicativo para LG no carnaval de Salvador (Bahia)
- 2015: Site do músico Durval Lelys
- 2015: Site da banda Timbalada
- 2014: Site de músico Saulo Fernandes

## Formação
- Professor e Instrutor em Mindfulness Funcional - Formação internacional ministrada pelo MSc. Alan Pogrebinschi
- Practitioner, Master Practitioner e Trainer em Hipnose Clínica - Certificações Internacionais ministradas pelo Dr. ( PhD Francesco Pellegatta )
- Practitioner e Master Practitioner em PNL - Certificações Internacionais ministradas pelo Dr. ( PhD Francesco Pellegatta )
- PNL Master Coach - Certificação Internacional ministrada pelo Dr. ( PhD Francesco Pellegatta )
- Master Coach Trainer - Formação ministrada pelo Head Trainer ( Massaru Ogata )
- ThetaHealer pelo THINK - ThetaHealing Institute of Knowledge®
- Coach Ontológico IKIGAI ( Ikigai Brasil )
- The Inner Game Coach - Especialização ministrada pelo próprio Tim Gallwey, considerado o precursor do Coaching ( THE INNER GAME INTERNATIONAL SCHOOL )
- Life & Professional Coach e Profiler Coach ( BRASCOACHING )
- Pós-Graduando em Psicologia Positiva, Ciência do Bem Estar e Autorrealização ( PUCRS )
- Pós-Graduado em Coaching  ( UNYANNA )[15]
- Aluno especial de Mestrado na disciplina Temas em Cibercultura (UFBA)[15]
- Pós-Graduado em Jornalismo Digital (UNINTER)[15]
- Extensão em Marketing Online (UFBA)[15]
- Graduação em Administração com habilitação em Marketing  (ESAMC)[15]
- Profissionalização em Web-design (SENAI)[15]
- Extensão em Marketing Político Digital (ministrado por Martha Gabriel )[15]
- Especialização em Marketing e Propaganda ( MERCATOR )[15]